# Conus guinaicus
Cône de Guinée
Espèce
Statut de conservation UICN

 VU B1ab(iii)+2ab(iii) : Vulnérable
Conus guinaicus, le cône de Guinée, est une espèce de mollusques gastéropodes marins venimeux appartenant à la famille des Conidae.

## Historique
Le Conus guinaicus ou Cône de Guinée est décrit en 1792 par Jean-Guillaume Bruguière en reprise de Christian Hee Hwass.
La description est alors : « coquille conique, rubiconde, fasciée et variée de blanc, la spire obtuse ».

### Famille
Le genre Conus appartient à la famille des Conidae.

## Synonymes
- Conus adansonii Lamarck, 1810
- Conus grayi Reeve, 1844
- Lautoconus guinaicus Hwass in Bruguière, 1792

## Description
- Taille adulte: 22 à 60 mm.

## Répartition
Cette espèce se trouve sur les côtes du Sénégal et de la Guinée.

### Publication originale
[1792] J.-G. Bruguière et C. H. Hwass, Cône. Encyclopédie méthodique: histoire naturelle des vers, vol. 1, 1792, 586-757 p. (lire en ligne).